# Анцаги, Давиде
Давиде Анцаги (итал. Davide Anzaghi; 29 ноября 1936, Милан) — итальянский композитор, музыкальный педагог и аккордеонист.
Сын и ученик ведущего итальянского педагога по аккордеону Луиджи Оресте Анцаги, Давиде Анцаги в молодости активно концертировал, становился лауреатом национальных конкурсов, а на Чемпионате мира среди аккордеонистов дважды занял третье место (1948, 1949), а затем дважды первое (1950, 1952). В дальнейшем, однако, он полностью отказался от исполнительской карьеры. Окончив Миланскую консерваторию, Анцаги занимался преподавательской работой, одновременно изучая композицию под руководством Джорджо Федерико Гедини и Франко Донатони.
Собственная композиторская активность Анцаги берёт начало около 1968 года. В первой половине 1970-х гг. его сочинения выигрывают несколько престижных композиторских конкурсов, возглавляемых такими мэтрами, как Джан Франческо Малипьеро и Оливье Мессиан.
С 1997 г. Анцаги является членом совета директоров Миланской консерватории. С 2003 г. он возглавляет Итальянское общество современной музыки (SIMC) — национальную секцию Международного общества современной музыки.